# Planudes brevipennis
Planudes brevipennis är en insektsart som först beskrevs av Hermann Burmeister 1838.  Planudes brevipennis ingår i släktet Planudes och familjen Pseudophasmatidae. Inga underarter finns listade i Catalogue of Life.